# Kévin Vauquelin
Kévin Vauquelin (født 26. april 2001 i Bayeux) er en cykelrytter fra Frankrig, der kører for Arkéa-B&B Hotels.
Efter at han i 2020 og 2021 havde to perioder som stagiaire hos Arkéa-Samsic, skrev han fra 2022-sæsonen kontrakt med holdet. Den blev i slutningen af året forlænget, så den var gældende til udgangen af 2025.